# Pontophoca
Pontophoca — вимерлий рід тюленів середнього пізнього міоцену східного басейну Паратетіса і Північного моря.
Є два види P. sarmatica і P. jutlandica. P. sarmatica відомий із морських відкладень середнього міоцену в східному басейні Паратетіса, тоді як скам'янілості P. jutlandica були знайдені в формації Грама тортонського віку в Данії.